# Culture des Tonga
La culture des Tonga relève de l'archipel des Îles Tonga, habité depuis environ 3 000 ans, depuis la colonisation à la fin de l'époque Lapita. La culture de ses habitants a certainement beaucoup changé au cours de cette longue période. Avant l'arrivée des explorateurs européens à la fin du XVIIe et au début du XVIIIe siècle, les Tonga étaient en contact fréquent avec leurs voisins océaniens les plus proches, les Fidji et les Samoa. Au XIXe siècle, avec l'arrivée des commerçants et des missionnaires occidentaux, la culture tongienne a radicalement changé. Certaines croyances et habitudes anciennes ont été abandonnées et d'autres adoptées. Certaines adaptations faites au XIXe siècle et au début du XXe siècle sont aujourd'hui remises en question par l'évolution du monde occidental.

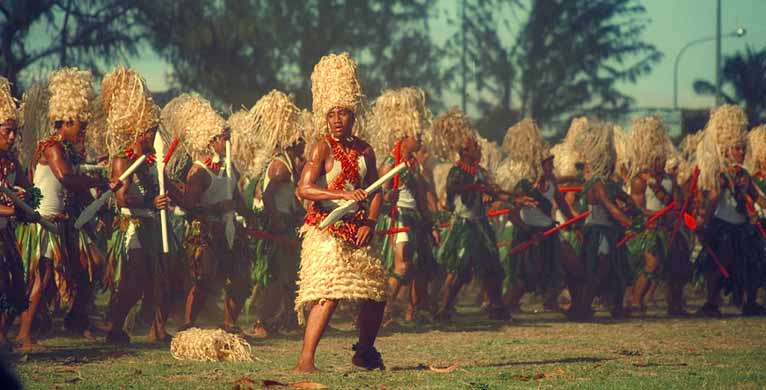
Danse traditionnelle kailao exécutée par des étudiants des îles Tonga.

La culture tongienne est donc loin d'être une affaire unifiée ou monolithique, et les Tonga eux-mêmes peuvent avoir de fortes divergences quant à ce que les Tonga doivent faire ou ne pas faire. Les Tonga contemporains ont souvent des liens étroits avec les pays d'outre-mer. Ils ont peut-être été des travailleurs migrants en Nouvelle-Zélande, ou ont vécu et voyagé en Nouvelle-Zélande, en Australie ou aux États-Unis. De nombreux Tongiens vivent aujourd’hui à l’étranger, dans une diaspora tongienne, et envoient des fonds aux membres de leur famille (souvent âgés) qui préfèrent rester aux Tonga. Les Tongiens eux-mêmes doivent souvent fonctionner dans deux contextes différents, qu’ils appellent souvent anga fakatonga, la manière traditionnelle tongienne, et anga fakapālangi, la manière occidentale. Un Tongien adepte de la culture apprend les deux ensembles de règles et sait quand passer de l’un à l’autre. Toute description de la culture tongienne qui se limiterait à ce que les Tongiens considèrent comme anga fakatonga donnerait une vision sérieusement déformée de ce que les gens font réellement, aux Tonga ou dans la diaspora, car des accommodements sont si souvent faits à l’anga fakapālangi. Le récit suivant tente de donner à la fois la version idéalisée et la version concrète de la culture tongienne.

## Moyens de subsistance
Traditionnellement, la pêche et l'agriculture ont représenté les moyens de subsistance d'une majorité de Tongans. Les principales cultures vivrières comprennent les patates douces, les bananes, le yucca, le taro et le taro géant. Les cultures commerciales comprennent les courges et les citrouilles, qui ont remplacé ces dernières années les bananes et le coprah comme principales exportations agricoles. La vanille est une autre culture commerciale importante.

## Rituels de passage aux étapes de la vie

### Circoncision masculine
Après le contact avec les Tonga, les hommes nouvellement pubères étaient kamu (tefe), ou circoncis en coupant une fente dans le prépuce, sous le pénis. Il s'agit d'une pratique chrétienne de contexte biblique. Ensuite, la famille organisait une fête pour le nouvel « homme ». La circoncision est toujours pratiquée, mais elle est désormais effectuée de manière informelle. Parfois, l'opération se fait à la maison, en présence de la famille. Le plus souvent, un garçon ou un groupe de garçons se rend à l'hôpital, où l'opération est effectuée dans des conditions sanitaires.

### Premières menstruations (ménarche)
Avant l'arrivée des Européens à Tonga, les premières menstruations d'une fille étaient célébrées par une fête. Cette pratique a perduré jusqu'au milieu du XXe siècle, date à laquelle elle est tombée en désuétude.

### Décès et funérailles
Les funérailles contemporaines sont de grandes occasions très fréquentées, même pour les Tongans qui ne sont pas riches. Les proches se rassemblent, parcourant souvent de longues distances pour le faire. De grandes quantités de nourriture sont apportées, puis distribuées à la foule pendant et après les funérailles. Les pratiques funéraires sont un mélange de rites et de coutumes chrétiennes introduites (comme une veillée funèbre et un enterrement chrétien) et de coutumes autochtones plus anciennes qui ont survécu à l'époque pré-contact. Par exemple, les personnes en deuil portent du noir (une coutume occidentale) mais enroulent également des nattes (ta'ovala) autour de leur taille. Le type et la taille du tapis révèlent la relation de la personne en deuil avec le défunt. Les membres de la famille immédiate peuvent également choisir de porter un ta'ovala usé ou effiloché pour montrer leur respect et leur amour pour leur famille décédée.
Les familles tongiennes ne rivalisent pas nécessairement pour organiser les funérailles les plus grandes et les plus grandioses possibles, mais elles s'efforcent de montrer leur respect pour le défunt en faisant tout ce qui est coutumier. Cela peut mettre à rude épreuve les ressources de la famille immédiate et même de la famille élargie. Parfois, les funérailles sont appelées fakamasiva, une occasion qui mène à la pauvreté.

## Criminalité et violences
Les crimes violents sont limités, mais en augmentation, et la perception du public associe cela au retour des Tongans ethniques qui ont été élevés à l'étranger. Quelques cas notables concernent des jeunes hommes qui ont été élevés depuis leur enfance aux États-Unis, dont les familles ont négligé d'obtenir la citoyenneté pour eux et qui ont donc été expulsés en raison de confrontations avec le système judiciaire américain. Durant les premières décennies du XXIe siècle, la criminalité augmente plus vite que la force de police n'est capable de la contrer, et devrait devenir un problème grave dans les années à venir. L'augmentation de la richesse a également creusé l'écart entre les riches et les pauvres, ce qui a conduit à un plus grand nombre de cambriolages.
Actuellement, la plupart des prisons de Tonga respectent encore l'ancienne attitude de laisser-faire. Souvent, ces prisons n'ont pas de clôtures, pas de barreaux de fer et une sécurité laxiste, ce qui rend l'évasion très facile pour les détenus. Ce système évolue lentement, en raison de l'afflux de criminels nés ou élevés à l'étranger qui peuvent traiter ces systèmes d'incarcération fondés sur la bonne volonté avec mépris. Traditionnellement, l'incarcération est peu stigmatisée socialement (même si cela aussi est en train de changer), ce qui signifie que l'emprisonnement n'a pas un effet dissuasif important contre la criminalité.
Tonga est également aux prises avec de jeunes délinquants - « des écoliers qui veulent avoir de l'argent pour se montrer » - qui ont été appréhendés lors de cambriolages. Comme il n'y a pas de prisons pour mineurs, les jeunes délinquants sont incarcérés dans les prisons principales avec les criminels adultes. Auparavant, des tentatives ont été faites pour exiler temporairement les jeunes délinquants à Tau, une petite île au large de Tongatapu, mais cette solution a été abandonnée par la suite.
Dans les années 1990, l'immigration chinoise a provoqué du ressentiment parmi la population tongienne indigène (en particulier ceux de Hong Kong, qui ont acheté des passeports tongiens pour échapper à la prise de contrôle de Pékin). Certains crimes violents ont été dirigés contre ces immigrants chinois.

## Arts et lettres

### Littérature
Le genre des nouvelles aux Tonga est surtout associé à 'Epeli Hau'ofa, dont le recueil de nouvelles le plus populaire, Tales of the Tikong, a été publié en 1973. Konai Helu Thaman fut l'un des premiers poètes publiés du pays.

### Artisanat traditionnel des femmes

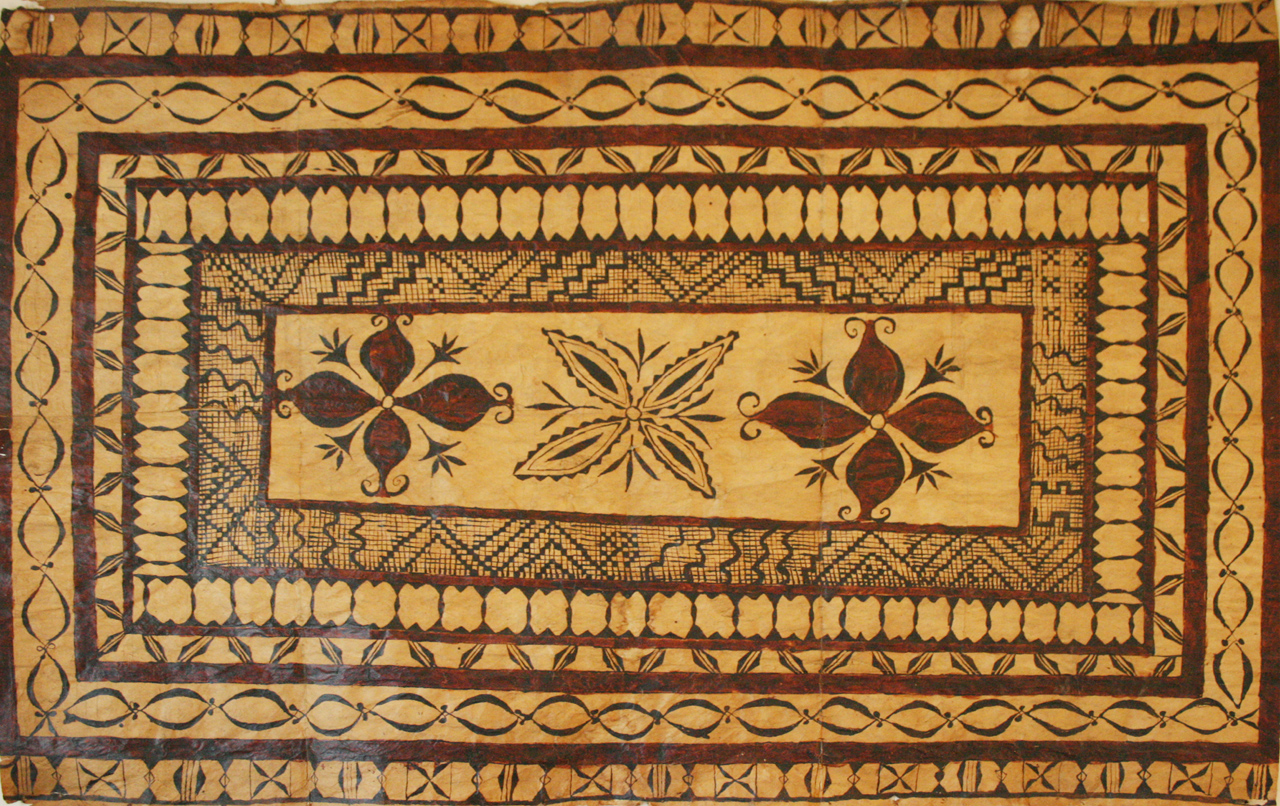
Tapa des îles Tonga.

Avant l'arrivée des Européens aux Tonga, les femmes ne faisaient pas la cuisine (la cuisson dans un four en terre était un travail dur et chaud, réservé aux hommes) ni ne travaillaient dans les champs. Elles élevaient leurs enfants, ramassaient des coquillages sur le récif et fabriquaient du koloa, du tissu d'écorce et des nattes, qui étaient une forme traditionnelle de richesse échangée lors des mariages et d'autres occasions cérémonielles. Une femme industrieuse élevait ainsi le statut social de son foyer. Sa famille dormait également profondément, sur les piles de nattes et de tissu d'écorce qui constituaient la literie traditionnelle. Les jours ensoleillés, elles les étalaient sur l'herbe pour les aérer, ce qui prolongeait leur vie. Les nattes peuvent également être portées en ta'ovala, c'est-à-dire autour de la taille. Le port du ta'ovala est un signe de respect, et on dit qu'autrefois les hommes qui revenaient d'un long voyage en mer couvraient ces nattes avant de rendre visite au chef du village.
Parmi les koloa typiques, on trouve :
- Tissu d'écorce, ou tapa (mais on l'appelle ngatu à Tonga) ;
- Nattes ;
- Nattes de taille, appelées ta'ovala ;
- Ceintures de taille, appelées kiekie ;
- Et tout autre type de vêtement de danse ou traditionnel.

Les nattes tissées servent à diverses fins, de l'ordinaire au cérémonial. De nombreuses nattes tissées sont transmises de génération en génération, acquérant un statut plus important au fil du temps. C'est en fait une collection de ces nattes dans le palais qui constitue les véritables joyaux de la couronne de Tonga. Ces nattes royales ne sont exposées que lors d'occasions solennelles telles que le décès d'un membre de la famille royale ou le couronnement d'un monarque.

### Artisanat traditionnel masculin
Les massues de guerre tongiennes comme celle illustrée ci-dessus étaient offertes en cadeau au personnel militaire allié en visite pendant la Seconde Guerre mondiale. Elles étaient également utilisées pour les pagaies de canoë et pour les danses de guerre, par exemple le Me'etu'upaki.

#### Sculpture sur bois
Avant le contact avec l'Occident, de nombreux objets d'usage quotidien étaient fabriqués en bois sculpté : bols à nourriture, appui-têtes (kali), massues et lances de guerre et images de culte. Les artisans tongiens étaient experts dans l'incrustation de nacre et d'ivoire dans le bois, et les massues de guerre tongiennes étaient des objets précieux dans l'archipel voisin des Fidji.

#### Construction de canoës
Les artisans tongiens étaient également experts dans la construction de canoës. De nombreuses pirogues destinées à un usage quotidien étaient de simples pōpaos, des pirogues creusées dans une seule bûche, façonnées à l'aide de feu et d'herminette et équipées d'un seul balancier. En raison d'une pénurie de grands arbres adaptés à la construction de grandes pirogues de guerre, ces pirogues étaient souvent importées des Fidji.

#### Techniques de navigation traditionnelles
Les navigateurs tongiens utilisaient des techniques d'orientation telles que la navigation par les étoiles, l'observation des oiseaux, des vagues de l'océan et des régimes de vent, et s'appuyaient sur un vaste corpus de connaissances issues de la tradition orale. L'anthropologue David Lewis, dans les années 1960 et 1970, a confirmé que les navigateurs de Tonga avaient conservé les techniques de navigation traditionnelles lors de conversations avec Fe'iloakitau Kaho, Ve'ehala et Kaloni Kienga.
Ces techniques d'orientation étaient similaires à celles des autres navigateurs polynésiens, dont les compétences ont également été conservées jusqu'à la fin du XXe siècle par les navigateurs des îles Caroline et des îles Santa Cruz.

#### Architecture traditionnelle
Le fale tongien traditionnel consistait en un toit incurvé (branches attachées avec une corde sennit, ou kafa, recouvertes de feuilles de palmier tressées) reposant sur des piliers faits de troncs d'arbres. Des écrans tissés remplissaient la zone entre le sol et le bord du toit. La conception traditionnelle était extrêmement bien adaptée pour survivre aux ouragans. Si les vents menaçaient de déchirer les murs et de renverser le toit, les habitants pouvaient couper les piliers, de sorte que le toit tombait directement sur le sol. Comme le toit était incurvé, comme une coquille de patelle, le vent avait tendance à circuler dessus en douceur. Les habitants pouvaient traverser la tempête en toute sécurité.
Il existe de nombreux exemples d'architecture en pierre tongienne, notamment le Haʻamonga ʻa Maui et les tombes à tumulus (langi) près de Lapaha, Tongatapu. Il en est de même pour plusieurs autres îles. Les archéologues les ont datées de plusieurs centaines à plusieurs milliers d'années.

#### Tatouage
Les hommes tongiens étaient souvent très tatoués. À l'époque du capitaine Cook, seul le Tuʻi Tonga (roi) ne l'était pas : il était trop haut placé pour que quiconque puisse le toucher. Plus tard, il devint habituel qu'un jeune Tuʻi Tonga se rende aux Samoa pour s'y faire tatouer.
La pratique du tātatau disparut sous la forte désapprobation des missionnaires, mais ne fut jamais complètement supprimée. Il est encore très courant pour les hommes (moins, mais toujours pour les femmes) d'être décorés de petits tatouages. Néanmoins, les tatouages montrent la force d'une personne et racontent aussi une histoire.

### Domestication des arts et de l'artisanat occidentaux

#### Arts textiles occidentaux
Tonga a développé sa propre version des vêtements de style occidental, composée d'un long tupenu, ou sarong, pour les femmes, et d'un tupenu court pour les hommes. Les femmes couvrent le tupenu avec un kofu, ou robe de style occidental ; les hommes portent par-dessus le tupenu soit un T-shirt, une chemise décontractée occidentale, soit, lors d'occasions formelles, une chemise habillée et un veston. Les prédicateurs de certaines sectes méthodistes portent encore de longues redingotes, un style qui n'est plus courant en Occident depuis plus de cent ans. Ces manteaux doivent être confectionnés localement.
Les tenues tongiennes sont souvent assemblées à partir de vêtements occidentaux usagés (pour le haut) mélangés à une longueur de tissu acheté localement pour le tupenu. Les vêtements usagés peuvent être trouvés en vente sur les marchés locaux, ou peuvent être achetés à l'étranger et envoyés par la poste par des proches.
Certaines femmes ont appris à coudre et possèdent des machines à coudre (souvent des machines à pédale anciennes). Elles font de la couture simple à domicile de chemises, de kofu et d'uniformes scolaires.
Nukuʻalofa, la capitale, compte plusieurs ateliers de couture. Ils confectionnent des tupenu et des vestes pour les hommes tongans, et des tupenu et des kofu assortis pour les femmes tonganes. Les tenues des femmes peuvent être décorées de motifs simples imprimés au tampon sur les ourlets.
Il existe également une production locale de jerseys tricotés par des Tongans qui exploitent des surjeteuses importées. Ils produisent de manière spéculative et vendent sur le marché de Nukuʻalofa.
Les femmes qui fréquentent l'école méthodiste wesleyenne pour filles, le Queen Sālote College, apprennent plusieurs artisanats occidentaux, comme la broderie et le crochet. Elles apprennent à confectionner des taies d'oreiller et des couvre-lits brodés ou des nappes en dentelle crochetée, des couvre-lits et des bordures en dentelle. Cependant, les artisanats de style occidental tels que ceux-ci ne sont pas devenus très populaires en dehors du cadre scolaire. Ils nécessitent des matériaux importés coûteux qui ne peuvent être achetés que dans les grandes villes. Les femmes du village sont beaucoup plus susceptibles de se consacrer au tissage de nattes ou au battage de tissu d'écorce, ce qui peut être fait avec des matériaux locaux gratuits.

#### Peinture
Quelques églises de village tongiennes sont décorées de peintures murales faites à la main ou de décorations faites à la peinture domestique, qui peuvent mêler des croix, des fleurs et des motifs traditionnels en tissu d'écorce. La pratique est peu courante et l'exécution est toujours grossière.

#### Bijoux en corail et écaille de tortue
Dans les années 1970, il y avait une petite usine près de Nuku'alofa qui fabriquait des bijoux simples en corail et écaille de tortue pour les vendre aux touristes occidentaux. On ne sait pas si cette usine est toujours en activité. Le gouvernement a peut-être protégé les tortues de mer et les coraux (comme cela a été fait dans la plupart des autres pays) et mis fin à cette ligne de fabrication.

#### Art contemporain tongien
Il y a eu une énorme vague d'artistes contemporains tongiens au cours de la dernière décennie, la plupart basés en Nouvelle-Zélande. Tanya Edwards travaille avec des ngatu (tissus d'écorce), Benjamin Work, Telly Tuita et Sione Monū sont largement exposés à l'échelle internationale, Sēmisi Fetokai Potauaine a construit une sculpture tongienne de 5 étages dans le centre de Christchurch. En 2023, la galerie Bergman a accueilli Tukufakaholo, Tongan Contemporary à Auckland, en Nouvelle-Zélande, avec huit artistes tongiens.

### Musique et danse
Les chercheurs en savent relativement peu sur la musique de Tonga telle qu'elle existait avant que Tonga ne soit découverte par les explorateurs européens. Les premiers visiteurs, comme le capitaine Cook et l'inestimable William Mariner, ne notent que le chant et les percussions lors des spectacles de danse traditionnelle. Les spécialistes peuvent supposer l'existence du lali ou gong à fente et de la flûte nasale, car ces instruments ont survécu jusqu'à des temps plus récents. Les chants traditionnels, transmis de génération en génération, sont toujours chantés lors des cérémonies des chefs. Certaines danses anciennes sont encore exécutées, comme l'ula, l'ʻotuhaka et le meʻetuʻupaki.

#### Musique d'église
Les méthodistes étaient connus pour leur utilisation intensive des hymnes dans leurs services religieux chargés d'émotion. Fidèles à leur tradition, les premiers missionnaires ont introduit le chant d'hymnes dans leurs congrégations. Ces premiers hymnes, encore chantés aujourd'hui dans certaines sectes méthodistes, comme l'Église libre de Tonga et l'Église de Tonga, ont des mélodies tongiennes et des paroles tongiennes simples et courtes. Il existe une notation musicale tongienne spéciale pour ces musiques et d'autres.

#### Musique traditionnelle
La musique traditionnelle est préservée dans les morceaux interprétés lors des mariages et des funérailles royaux et nobles, et dans le chant chanté lors de la cérémonie traditionnelle d'excuses, le lou-ifi. Radio Tonga débute chaque journée d'émission par un enregistrement de l'honorable Ve'ehala, un noble et célèbre virtuose de la flûte nasale. Cette musique n'est pas de la musique populaire ; c'est un héritage précieux, préservé par des spécialistes et enseigné selon les besoins pour des occasions spéciales.

## Gastronomie
Autrefois, il n'y avait qu'un seul repas principal, celui de midi cuit dans un four en terre. Les villageois se levaient, mangeaient les restes du repas de la veille et partaient travailler dans les champs, pêcher, ramasser des coquillages, etc. Les fruits du travail du matin étaient cuisinés par les hommes et servis à la maisonnée assemblée. Les restes étaient placés dans un panier suspendu à un arbre. Cette nourriture était servie en guise de collation de fin de journée ainsi que de petit-déjeuner du lendemain. La nourriture périmée était donnée aux cochons.
Le régime alimentaire se composait principalement de taro, d'ignames, de bananes, de noix de coco et de poisson cuits dans des feuilles ; les coquillages étaient généralement servis crus, en guise de condiment. Le liquide du centre des noix de coco était généralement bu, et la « chair à la cuillère » tendre des jeunes noix de coco était très appréciée. Le fruit à pain cuit était consommé en saison ; ledit fruit lui-même ainsi que la banane et le taro pouvaient être stockés dans des fosses jusqu'à ce qu'ils fermentent et deviennent une conserve de base unique appelée mā. Les cochons n'étaient tués et cuisinés que lors d'occasions spéciales, comme les mariages, les funérailles, les fêtes en l'honneur d'un chef en visite, etc. Les Tongans mangeaient également du poulet.
La nourriture pouvait être conservée en la donnant aux cochons. Les Tongans avant l'arrivée des Européens construisaient également des entrepôts surélevés pour les ignames. Les ignames ne se conservaient que quelques mois. La principale sécurité d'un ménage était donc la distribution généreuse de nourriture aux parents et aux voisins, qui étaient ainsi tenus de partager à leur tour.
De nombreux nouveaux aliments ont été introduits au XIXe et au début du XXe siècle, à la suite des contacts et des implantations occidentales. Le manioc en est un exemple ; il est appelé manioke en Tonga. Bien qu'il n'ait pas le prestige de l'igname, c'est une plante facile à cultiver et une culture courante. Les pastèques introduites sont devenues populaires. Elles étaient consommées seules ou réduites en pulpe et mélangées à du lait de coco, formant une boisson populaire appelée 'otai. D'autres fruits, comme les oranges, les citrons et les citrons verts, sont devenus populaires. Les Tongans ont également adopté les oignons, les oignons verts, le chou, les carottes, les tomates et d'autres légumes courants. Au cours des dernières décennies, les agriculteurs tongiens ayant accès à de grandes étendues de terre se sont lancés dans la culture commerciale de citrouilles et d'autres légumes facilement transportables comme cultures commerciales.
Les Tongans consomment désormais de grandes quantités de farine et de sucre importés. Un plat qui utilise les deux est le topai (pâte à beignet), de la farine et de l'eau travaillées en pâte et versées dans une bouilloire d'eau bouillante, puis servies avec un sirop de sucre et de lait de coco. Le topai est un aliment funéraire courant, facile à préparer pour des centaines de personnes en deuil.
Il existe désormais des boulangeries dans les grandes villes. Les pains les plus populaires sont moelleux, blancs et fades. Il existe également des embouteilleurs de boissons gazeuses locaux, qui fabriquent diverses variétés locales de soda. Un Tongan qui aurait pu autrefois prendre son petit-déjeuner avec des morceaux de porc cuit et d'igname dans un panier suspendu peut désormais prendre du pain blanc et du soda au petit-déjeuner.
Les aliments préparés achetés ont également fait de grands progrès, même dans les villages reculés. Le bœuf de maïs en conserve est un grand favori. On le mange directement de la boîte, ou mélangé à du lait de coco et des oignons, enveloppé dans des feuilles et cuit dans un four en terre. Les Tongiens mangent également du poisson en conserve, comme le thon. Dans les villages ou les villes dotés de réfrigérateurs, les « lambeaux de mouton » congelés bon marché importés de Nouvelle-Zélande sont populaires. Les Tongiens mangent également le « biscuit de navire » commun du Pacifique Sud, des craquelins simples et durs autrefois un aliment de base à bord des navires. Ces craquelins sont appelés mā pakupaku.
Les Tongiens ne fabriquent plus de four en terre tous les jours. La plupart des repas quotidiens sont faits par les femmes, qui cuisinent dans des casseroles cabossées sur des feux ouverts au village, dans des poêles à bois dans certains foyers et sur des cuisinières à gaz ou électriques dans certaines des plus grandes villes. L'horaire des repas a également changé, avec un petit-déjeuner plus occidentalisé, un déjeuner léger et un dîner copieux. Les Tongiens disent que l'ancien horaire est impraticable lorsque les membres du ménage ont des emplois de style occidental ou fréquentent des écoles éloignées de chez eux ; ces membres de la famille ne peuvent pas rentrer à la maison pour manger, puis s'endormir après un copieux repas de midi.
En plus des sodas, les Tongans boivent désormais du thé et du café. Il s'agit généralement de la variété la moins chère, servie avec du lait concentré en boîte.
Certains hommes boivent de l'alcool. Il s'agit parfois de bière importée d'Australie ou de Nouvelle-Zélande, mais le plus souvent de bière artisanale, la hopi, préparée avec de l'eau, du sucre ou des fruits écrasés et de la levure. Les boissons importées ne sont vendues qu'aux Tongans titulaires d'un permis de vente d'alcool, qui nécessite une visite dans un bureau du gouvernement et limite la quantité d'alcool pouvant être achetée. Il n'y a pas de telles formalités avec les hopis. La consommation d'alcool se fait généralement en secret ; un groupe d'hommes se rassemble et boit jusqu'à ce qu'ils soient ivres. De tels rassemblements donnent parfois lieu à des querelles et à des agressions entre ivrognes.

## Vêtements
Les hommes tongiens portent un tupenu, un tissu semblable à un sarong, enroulé autour de la taille. Il doit être suffisamment long pour couvrir les genoux ou les tibias. Dans la vie quotidienne, n'importe quelle chemise (T-shirt, jersey, chemise tissée) fera l'affaire pour par-dessus le tupenu. En général, les chemises sont des vêtements d'occasion importés de l'étranger. Certains hommes travaillent torse nu dans leurs plantations, mais la loi leur interdit de se promener torse nu en public.
Lors des occasions officielles, un ta'ovala, un tapis tissé, est porté par-dessus le tupenu. Il est enroulé autour de la taille et maintenu par une corde kafa. Le tupenu peut être élégamment coupé et assorti à une veste de costume. Si un homme ne peut pas se permettre de faire faire un costume sur mesure, il achètera une veste occidentale d'occasion ou portera une veste usée héritée d'un parent plus âgé.
Les femmes portent également un tupenu, mais un long qui doit descendre jusqu'aux chevilles. Elles portent parfois un tupenu plus court pour travailler à la maison ou ramasser des coquillages sur le récif. Le tupenu est généralement surmonté d'un kofu, ou robe. Il peut être cousu sur commande ou importé d'occasion. Parfois, les femmes portent des chemisiers ou des maillots.
Lors des occasions officielles, les femmes portent également un ta'ovala, ou plus souvent un kiekie, une jupe en ficelle attachée à une ceinture. Il est plus léger et plus frais qu'un tapis. Les kiekie sont fabriqués à partir de nombreux matériaux différents, du traditionnel (feuilles de pandanus, comme celles utilisées pour les tapis) au plus innovant (bande magnétique déroulée à partir de cassettes). De grands ta'ovala sont portés lors des funérailles.
La plus grande église méthodiste organise une célébration annuelle pour les femmes de la congrégation. Les églises organisent des services religieux spéciaux au cours desquels les femmes portent des vêtements blancs. Toutes les églises méthodistes ont adopté la coutume occidentale selon laquelle les femmes portent un chapeau à l'église. Seules les femmes admises à la congrégation peuvent porter un chapeau ; Ceux qui se voient refuser l'entrée (parce qu'ils sont encore jeunes ou parce qu'ils sont considérés comme menant une vie immorale) ne sont que des « curieux » et ne portent pas de chapeau.
De plus en plus d'hommes tongiens abandonnent le tupenu traditionnel pour le pantalon, du moins lorsqu'il s'agit de travailler dans les champs. Les femmes peuvent innover en termes de couleur et de coupe dans le cadre de la combinaison traditionnelle kofu/tupenu.

## Sport
Le rugby à XV est le sport national aux Tonga. Le pays possède une équipe nationale de rugby à XV, qui a participé aux Coupes du monde de rugby de 1987, 1995, 1999, 2003, 2007 et aux compétitions de 2015. Bien que les Tongiens soient des fans passionnés de rugby, la petite base démographique signifie que le rugby tongien est en difficulté au niveau international. Souvent, les jeunes talents émigrent vers des pays qui offrent de meilleures perspectives de réussite individuelle, comme la Nouvelle-Zélande et l'Australie. Parmi les joueurs de rugby à XV notables d'origine tongienne, on trouve Jonah Lomu (qui a joué pour les All Blacks) et Toutai Kefu (qui joue pour les Wallabies australiens). Le rugby à XIII est un sport populaire apprécié par les Tongiens.
Le football a de nombreux adeptes, tandis que le judo, le surf, le volley-ball et le cricket ont gagné en popularité ces dernières années.

## Religion
Le roi et la majorité de la famille royale sont membres de l'Église wesleyenne libre (méthodiste) qui revendique quelque 35 000 fidèles dans le pays. Il existe quatre autres confessions méthodistes dans le pays, ainsi qu'un certain nombre de congrégations pentecôtistes et évangéliques (beaucoup plus petites). L'Église catholique romaine et chacune d'elles ont également une forte présence dans le pays. Il existe un petit groupe d'Église adventiste du septième jour, une église anglicane et quelques adeptes de la foi bahá'íe à Tonga. Il y a même des musulmans tongiens.
Le deuxième groupe religieux le plus important est l'Église de Jésus-Christ des saints des derniers jours, qui compte plus de 18 000 fidèles.
Les Tongans sont de fervents pratiquants. Les services méthodistes suivent généralement une structure d'appel et de réponse. Le chant à l'église se fait souvent a cappella. Bien que l'église réponde principalement aux besoins spirituels de la population, elle fonctionne également comme le principal centre social. Par conséquent, les personnes qui fréquentent une église d'une autre confession ne sont absolument pas mises à l'écart.
Le dimanche à Tonga est célébré comme un jour de repos et de culte ; le strict respect du repos sabbatique est inscrit dans la constitution. Aucun commerce n'est autorisé le dimanche, à l'exception des services essentiels, après autorisation spéciale du ministre de la police. Les contrevenants risquent une amende ou une peine d'emprisonnement.

## Fêtes et jours fériés
La loi sur les jours fériés déclare les jours suivants fériés :
- Jour de l'An (1er janvier)
- Vendredi saint
- Lundi de Pâques
- Journée de l'Anzac (25 avril)
- Jour de l'émancipation (4 juin)
- Anniversaire du roi Tupou VI (4 juillet)
- Anniversaire du prince héritier (17 septembre)
- Fête nationale (4 novembre)
- Journée du roi Tupou Ier (4 décembre)
- Jour de Noël (25 décembre)
- Lendemain de Noël (26 décembre)

La plupart des jours fériés sont lundis et célébrés le lundi précédent ou suivant.

### Fêtes
Les fêtes populaires tongiennes sont notamment les suivantes (un nouveau système reste à établir depuis le changement des jours fériés) :
- Semaine du festival Heilala (autour du 8 juillet)
- Semaine du festival Vavaʻu (autour du 8 mai)
- Festival du tourisme Haʻapai (autour du 8 juin)
- Salon agricole et industriel royal (triennal, août-septembre)
- Festival du tourisme ʻEua (autour du 8 mai)